# Cenk Güvenç
Cenk Güvenç (sinh 29 tháng 12 năm 1991) là một cầu thủ bóng đá Thổ Nhĩ Kỳ thi đấu cho câu lạc bộ ở TFF First League Denizlispor.